# Arrival of Tongkin Train
«Arrival of Tongkin Train» — американский короткометражный документальный фильм студии Мутоскоп и Байограф.

## Сюжет
Фильм демонстрирует прибытие китайского пассажирского поезда на станцию.